# Ion Heliade-Rădulescu
Ion Heliade-Rădulescu [jon heliade-radulesku] (ur. 6 stycznia 1802 w Târgoviște, zm. 9 maja 1872 w Bukareszcie) – wołoski i rumuński polityk, filolog, poeta, prozaik i tłumacz. Jeden z głównych przedstawicieli rumuńskiego odrodzenia narodowego na Wołoszczyźnie. Jeden z propagatorów reromanizacji języka rumuńskiego.

## Życie
Studiował na pierwszej, nowo powstałej wołoskiej szkole wyższej, która mieściła się przy monasterze św. Sawy w Bukareszcie. Od 1820 roku pracował tam jako nauczyciel oraz dyrektor. W 20-40 latach XIX wieku był organizatorem i działaczem rumuńskiego odrodzenia narodowego na Wołoszczyźnie. Wydawał pierwsze pisane po rumuńsku periodyki Curierul Românesc (1829–1848) i Curierul de ambe sexe (1837–1847). Był współzałożycielem wielu rozmaitych organizacji artystycznych, m.in. Towarzystwa Literackiego (powstało w 1827 r.) i Towarzystwa Filharmonicznego (powstało w 1833 roku). Pełnił również funkcję dyrektora Archiwum Wołoskiego. W ramach projektu "Biblioteka Świata" stworzonego w 1846 r., wydawał rumuńskie przekłady dzieł światowej literatury, np. Dantego, Moliera, Dumasa, Balzaca, Victora Hugo, Byrona, Goethego, Schillera i wielu innych. W czasie Wiosny Ludów w 1848 roku został członkiem rządu tymczasowego na Wołoszczyźnie. Po klęsce poniesionej przez rewolucjonistów przebywał 10 lat na emigracji na wyspie Chios, w Carogrodzie i w Paryżu. Po powrocie do kraju w 1858 roku usiłował znowu brać czynny udział w życiu politycznym i kulturowym nowo powstałych Zjednoczonych Księstw Mołdawii i Wołoszczyzny.
Jego działalność inspirowała przede wszystkim wielu rumuńskich pisarzy romantycznych.

## Twórczość
Dziełem, które przyniosło Heliadovi-Rădulescovi największą sławę, była Gramatyka rumuńska (rum. Gramatica românească, 1828). W dziele tym zaproponował uproszczenie ortografii, oczyszczenie języka ze słów pochodzenia nieromańskiego, wzbogacenie słownictwa za pomocą słów zapożyczonych z łaciny i języków romańskich. Propagował sztuczne upodabnianie języka rumuńskiego do włoskiego o czym świadczy np. praca Pararely pomiędzy dialektem rumuńskim a włoskim (rum. Pararelismu între dialectele românu și italianu, 1840–1841).